# GCM1
GCM1 (англ. Glial cells missing homolog 1) – білок, який кодується однойменним геном, розташованим у людей на короткому плечі 6-ї хромосоми. Довжина поліпептидного ланцюга білка становить 436 амінокислот, а молекулярна маса — 49 268.
| 10         |  | 20         |  | 30         |  | 40         |  | 50         |
| ---------- |  | ---------- |  | ---------- |  | ---------- |  | ---------- |
| MEPDDFDSED |  | KEILSWDIND |  | VKLPQNVKKT |  | DWFQEWPDSY |  | AKHIYSSEDK |
| NAQRHLSSWA |  | MRNTNNHNSR |  | ILKKSCLGVV |  | VCGRDCLAEE |  | GRKIYLRPAI |
| CDKARQKQQR |  | KRCPNCDGPL |  | KLIPCRGHGG |  | FPVTNFWRHD |  | GRFIFFQSKG |
| EHDHPKPETK |  | LEAEARRAMK |  | KVNTAPSSVS |  | LSLKGSTETR |  | SLPGETQSQG |
| SLPLTWSFQE |  | GVQLPGSYSG |  | HLIANTPQQN |  | SLNDCFSFSK |  | SYGLGGITDL |
| TDQTSTVDPM |  | KLYEKRKLSS |  | SRTYSSGDLL |  | PPSASGVYSD |  | HGDLQAWSKN |
| AALGRNHLAD |  | NCYSNYPFPL |  | TSWPCSFSPS |  | QNSSEPFYQQ |  | LPLEPPAAKT |
| GCPPLWPNPA |  | GNLYEEKVHV |  | DFNSYVQSPA |  | YHSPQEDPFL |  | FTYASHPHQQ |
| YSLPSKSSKW |  | DFEEEMTYLG |  | LDHCNNDMLL |  | NLCPLR     |  |            |

A: Аланін

C: Цистеїн

D: Аспарагінова кислота

E: Глутамінова кислота

F: Фенілаланін

G: Гліцин

H: Гістидин

I: Ізолейцин

K: Лізин

L: Лейцин

M: Метіонін

N: Аспарагін

P: Пролін

Q: Глутамін

R: Аргінін

S: Серин

T: Треонін

V: Валін

W: Триптофан

Кодований геном білок за функцією належить до білків розвитку. 
Задіяний у таких біологічних процесах, як транскрипція, регуляція транскрипції. 
Білок має сайт для зв'язування з іонами металів, іоном цинку, ДНК. 
Локалізований у ядрі.